# مستر پم
مستر پم (انگلیسی: Mr. Pam؛ زاده ۸ دسامبر ۱۹۷۲) یک کارگردان پورنوگرافی اهل ایالات متحده آمریکا است.